# نوي ميدينا
نوي ميدينا هو دراج إكوادوري، ولد في 20 مايو 1943 في أمباتو في الإكوادور.

## وصلات خارجية
- نوي ميدينا على موقع أرشيف الدراجات (الإنجليزية)
- نوي ميدينا على موقع إحصائيات الدراجات الإحترافية (الإنجليزية)
- نوي ميدينا على موقع أوليمبيديا (الإنجليزية)